# Jarmo Sermilä
Jarmo Kalevi Sermilä, född 16 september 1939 i Tavastehus, död där 26 juni 2024, var en finländsk tonsättare och jazzmusiker (trumpet och flygelhorn).
Sermilä, som var elev till Joonas Kokkonen, var verksamhetsledare för Informationscentralen för finländsk musik (1971–1976), konstnärlig ledare för Rundradions experimentstudio (1973–1979), direktör för skivbolaget Jasemusiikki (sedan 1976, utger framförallt finländsk samtidsmusik) och konstnärlig ledare för festivalen Musikens tid i Viitasaari (1987–1999).
Sermilä var en personlig stilistisk pluralist, som rört sig från experimentell musik till jazz. Han gjorde talrika kompositioner för bland annat blåsinstrument och instrumentalensembler samt för akustiska instrument och tonband, även elektroakustiska och improvisatoriska verk. Han var ordförande för Finlands tonsättare 1987–1991.